# Paige Zemina
Paige Zemina (n. 15 februarie 1968, Boynton Beach⁠(d), Florida, SUA) este o înotătoare ce a reprezentat Statele Unite ale Americii, medaliată olimpică. A participat la o ediție a Jocurilor Olimpice (1988) în care a câștigat o medalie de bronz.

## Participări
Lista de mai jos prezintă principalele competiții la care a participat Paige Zemina de-a lungul carierei.
- swimming at the 1988 Summer Olympics – women's 4 × 100 metre freestyle relay[*][2]